# Josef Filser
Josef Filser ist eine von Ludwig Thoma erfundene literarische Figur vom Anfang des 20. Jahrhunderts.

## Die Figur
Der am 16. September 1856 im fiktiven Mingharting geborene Ökonom (Bauer) Josef Filser ist seit 1899 bayerischer Landtagsabgeordneter der deutschen Zentrumspartei und gelernter Metzger. Er ist betont katholisch-konservativ, bayerischer Patriot und königstreu. Seine Briefe über das aktuelle politische Geschehen schreibt Filser so, wie er spricht, wenn er sich müht, Hochdeutsch zu reden.
Der anfangs nur Briefe schreibende Josef Filser wurde noch von Ludwig Thoma zu einer Bühnenrolle weiterentwickelt. In späteren Fernseh- und Filmproduktionen wurde Filser zunehmend zu einem schlitzohrigen Original.
„Ich bin der Jozef Filser, kgl. Abgeorneter im Barlamend.
Ich bin gebohren am 16. Sedember 1856 in Mingharding, Bosd daselbst, als der Sohn des Silfester und der Ursuhla Filser. Ich bin fon meinen Beruf Oegonohm und durch das Ferdrauen des Folkes barlamendarrischer Abgeorneter. Ich habe die Schule in Mingharting besucht und auch zu meiner Follkomenheid das Mäzgerhandwerg erlehrnt bis ich das elderliche Anwesen iebernahm und es noch besieze. Die Milidärzeid habe ich Gozeidank in Minken zugebracht bein 2. Regament und ohne Schtrafe und bin ferheirated mit Maria Billmoser aus Sinzing wodurch man jez meinen Lebenslauf kent. Ich habe als Man des Folkes nichd gewißt das ich zur Regirung beruhfen bin sontern inser hochwirninger her Bfarrer hat es entdekt. Seit 1899 gehere ich zum Barlamend und ist es mein Bemiehen gerechd zun regihren. Ich bin bei dem Zendrum und mus bemergen das ich meinen Bardeischwuhr immer drei gehalden hawe.“

### Geschichte
Vorbild für die Figur Josef Filser war möglicherweise der Ruhpoldinger Bürgermeister und Landtagsabgeordnete Georg Eisenberger, der bis zur Machtübernahme Hitlers ein beliebter bayerischer Politiker war. Eisenberger hatte Ludwig Thoma bereits für eine Nebenfigur im 1906 erschienenen Roman Andreas Vöst als Vorlage gedient. Während Eisenberger aber Mitglied des Bayerischen Bauernbundes war, gehörte Filser nach Thoma dem Zentrum an.

## Urfassung
Der bayerische Schriftsteller Ludwig Thoma veröffentlichte die einzelnen Briefe des Josef Filser in loser Folge von 1907 bis 1912 in der satirischen Wochenzeitschrift Simplicissimus. Der Karikaturist Eduard Thöny steuerte begleitend eine Zeichnung zu den Ereignissen bei.

### Bücher von Ludwig Thoma
Unter dem Titel Briefwechsel eines bayrischen Landtagsabgeordneten wurde der gesammelte Schriftverkehr 1909 von Albert Langen, München herausgegeben. 1912 folgte mit Jozef Filsers Briefwexel – 2. Buch eine Fortsetzung. Beide Bücher enthielten Illustrationen von Eduard Thöny.

### Theater
Ludwig Thoma machte seine Josef-Filser-Figur 1910 zur Hauptperson des Einakters Erster Klasse.

## Film und Fernsehen
- 1955: inszenierte Kurt Wilhelm Ludwig Thomas Einakter Erster Klasse für den Bayerischen Rundfunk. Josef Filser wurde von Wastl Witt dargestellt.
- 1966: hatte die Figur einen Auftritt in Onkel Filser – Allerneueste Lausbubengeschichten. Gespielt wurde der Josef Filser von Volksschauspieler Michl Lang.
- 1972: bearbeitete Hans Fitz den Stoff für den Komödienstadel des BR. In Josef Filser lässt er den Autor selbst als „Rechtsanwalt Dr. Ludwig Thoma“ (dargestellt von Fritz Straßner) seinem Hauptdarsteller Beppo Brem aus einer Verlegenheit helfen.
- 1973: führte Wilhelm erneut Regie in Erster Klasse, diesmal mit Beppo Brem in der Rolle des Landtagsabgeordneten Josef Filser.
- 1989: wurde für die ARD die 13-teilige Fernsehreihe Josef Filser – Bilder aus dem Leben eines Bayerischen Abgeordneten mit Gerd Anthoff in der Titelrolle produziert. Regie führte Rüdiger Nüchtern.

## Sonstiges
- Der Vohburger Heimatdichter Max Kirschner veröffentlichte 1939 eine Fortsetzung mit dem Titel Josef Filsers Ende. Lezter Briefwexel und bolidisches Desdamend. Filser wettert dort heftig gegen die NSDAP. Dennoch erschien das Buch beim Verlag Eher Nachfahren, dem Zentralverlag der NSDAP.
- Unter dem Titel Der ächte Josef Filser veröffentlichte Fritz Meingast einen Roman mit den Geschichten des Abgeordneten Georg Eisenberger, dem Vorbild für Ludwig Thomas Figur des Filser.